# Isländischer Fußballpokal der Männer 2020
Der isländische Fußballpokal 2020 war die 61. Austragung des isländischen Pokalwettbewerbs der Männer. Der Wettbewerb wurde am 30. Oktober 2020 vor dem Halbfinale aufgrund der COVID-19-Pandemie in Island abgebrochen. Zu dem Zeitpunkt waren Valur Reykjavík gegen KR Reykjavík und ÍBV Vestmannaeyja gegen FH Hafnarfjörður für die Vorschlussrunde am 4. November 2020 qualifiziert. Das Finale war für den 8. November 2020 im Laugardalsvöllur von Reykjavík vorgesehen.

## Modus
Die Begegnungen wurden in einem Spiel ausgetragen. In den ersten zwei Runden nahmen Vereine ab der zweiten Liga abwärts teil. Die Vereine der ersten Liga stiegen erst in der 3. Runde ein. Bei unentschiedenem Ausgang wurde das Spiel zunächst verlängert und gegebenenfalls durch Elfmeterschießen entschieden.

## 1. Runde
| Datum      |                             | Ergebnis              |                       |
| ---------- | --------------------------- | --------------------- | --------------------- |
| 05.06.2020 | ÍR Reykjavik                | 3:1                   | KÁ Ásvellir           |
| 05.06.2020 | UMF Selfoss                 | 5:0                   | Snæfell Stykkishólmur |
| 05.06.2020 | Smári Kópavogur             | 0:4                   | UMF Njarðvík          |
| 06.06.2020 | KF Vesturbæjar              | 0:3 n. V.             | Kári Akranes          |
| 06.06.2020 | Vængir Júpiters             | 3:1                   | KH Hlíðarendi         |
| 06.06.2020 | Haukar Hafnarfjörður        | 3:1                   | Elliði Reykjavík      |
| 06.06.2020 | Hvíti riddarinn Mosfellsbær | 2:1                   | KFS Vestmannaeyja     |
| 06.06.2020 | UMF Álftanes                | 0:4                   | Fram Reykjavík        |
| 06.06.2020 | Vatnaliljur Kópavogur       | 00:12                 | UMF Afturelding       |
| 06.06.2020 | UMF Þróttur Vogar           | 2:1                   | Ægir þorlákshöfn      |
| 06.06.2020 | ÍF Huginn/Höttur            | 2:1 n. V.             | UMF Sindri Höfn       |
| 06.06.2020 | KS Dalvík/Reynir            | 1:2                   | KS Fjallabyggðar      |
| 06.06.2020 | Mídas Reykjavík             | 4:1                   | KF Miðbær Reykjavik   |
| 06.06.2020 | Hörður Isafjörður           | 1:4                   | ÍF Vestri             |
| 06.06.2020 | UMF Skallagrímur            | 0:2                   | Ýmir Kópavogur        |
| 06.06.2020 | Kría Seltjarnarnes          | 2:3                   | Hamar Hveragerði      |
| 06.06.2020 | KFG Garðabær                | 7:1                   | KB Breiðholts         |
| 06.06.2020 | þróttur Reykjavík           | 1:0                   | Álafoss Mosfellsbær   |
| 07.06.2020 | UMF Tindastóll              | 2:1                   | UMF Kormákur/Hvöt     |
| 07.06.2020 | UMF Samherjar               | 3:0                   | Nökkvi Akureyri       |
| 07.06.2020 | KFB Álftanes                | 1:5                   | Víðir Garði           |
| 07.06.2020 | Ísbjörninn Kópavogur        | 4:5                   | Björninn Reykjavík    |
| 07.06.2020 | KF Rangæinga                | 0:2                   | GG Grindavík          |
| 07.06.2020 | SR Reykjavik                | 2:0                   | ÍB Uppsveitir         |
| 07.06.2020 | UMF Stokkseyri              | 3:1                   | Afríka Reykjavík      |
| 07.06.2020 | Árborg Selfoss              | 0:0 n. V. (8:7 i. E.) | Augnablik Kópavogur   |
| 07.06.2020 | Léttir Reykjavík            | 1:9                   | Reynir Sandgerði      |
| 08.06.2020 | ÍH Hafnarfjörður            | 3:1                   | Berserkir Reykjavík   |

## 2. Runde
| Datum      |                             | Ergebnis              |                    |
| ---------- | --------------------------- | --------------------- | ------------------ |
| 12.06.2020 | Hvíti riddarinn Mosfellsbær | 0:1                   | UMF Selfoss        |
| 12.06.2020 | Völsungur Húsavík           | 2:2 n. V. (4:5 i. E.) | þór Akureyri       |
| 12.06.2020 | Leiknir Reykjavík           | 5:0                   | Kári Akranes       |
| 12.06.2020 | Kórdrengir Reykjavík        | 6:0                   | Hamar Hveragerði   |
| 12.06.2020 | Keflavík ÍF                 | 5:0                   | Björninn Reykjavík |
| 12.06.2020 | Ýmir Kópavogur              | 1:4                   | ÍR Reykjavik       |
| 12.06.2020 | Mídas Reykjavík             | 0:4                   | SR Reykjavik       |
| 12.06.2020 | ÍH Hafnarfjörður            | 3:0                   | GG Grindavík       |
| 13.06.2020 | Haukar Hafnarfjörður        | 1:2 n. V.             | Fram Reykjavík     |
| 13.06.2020 | KFG Garðabær                | 0:5                   | UMF Afturelding    |
| 13.06.2020 | Leiknir Fáskrúðsfjörður     | 3:1                   | UMF Einherji       |
| 13.06.2020 | UMF Stokkseyri              | 2:8                   | Reynir Sandgerði   |
| 13.06.2020 | Vængir Júpiters             | 2:1                   | Víðir Garði        |
| 13.06.2020 | þróttur Reykjavík           | 3:1                   | ÍF Vestri          |
| 13.06.2020 | UMF Njarðvík                | 1:1 n. V. (3:4 i. E.) | Árborg Selfoss     |
| 13.06.2020 | UMF Grindavík               | 1:5                   | ÍBV Vestmannaeyja  |
| 13.06.2020 | UMF Þróttur Vogar           | 1:2                   | UMF Víkingur       |
| 13.06.2020 | UMF Tindastóll              | 2:1                   | UMF Samherjar      |
| 14.06.2020 | ÍF Huginn/Höttur            | 2:1                   | KFF Fjarðabyggðar  |
| 14.06.2020 | KS Fjallabyggðar            | 2:2 n. V. (5:6 i. E.) | Magni Grenivík     |

## 3. Runde
Teilnehmer: Die 20 Sieger der 2. Runde und die 12 Vereine der Pepsideild 2020.
| Datum      |                      | Ergebnis              |                         |
| ---------- | -------------------- | --------------------- | ----------------------- |
| 23.06.2020 | Fram Reykjavík       | 3:1                   | ÍR Reykjavik            |
| 23.06.2020 | ÍBV Vestmannaeyja    | 7:0                   | UMF Tindastóll          |
| 23.06.2020 | SR Reykjavik         | 0:3                   | Valur Reykjavík         |
| 23.06.2020 | Vængir Júpiters      | 1:8                   | KR Reykjavík            |
| 23.06.2020 | UMF Afturelding      | 3:0                   | Árborg Selfoss          |
| 23.06.2020 | ÍF Grótta            | 3:0                   | ÍF Huginn/Höttur        |
| 24.06.2020 | KA Akureyri          | 6:0                   | Leiknir Reykjavík       |
| 24.06.2020 | Magni Grenivík       | 1:2                   | HK Kópavogur            |
| 24.06.2020 | þór Akureyri         | 2:1 n. V.             | Reynir Sandgerði        |
| 24.06.2020 | þróttur Reykjavík    | 1:2                   | FH Hafnarfjörður        |
| 24.06.2020 | Kórdrengir Reykjavík | 2:3 n. V.             | ÍA Akranes              |
| 24.06.2020 | Fjölnir Reykjavík    | 3:2                   | UMF Selfoss             |
| 24.06.2020 | ÍH Hafnarfjörður     | 0:8                   | Fylkir Reykjavík        |
| 24.06.2020 | UMF Stjarnan         | 3:0                   | Leiknir Fáskrúðsfjörður |
| 25.06.2020 | UMF Víkingur         | 1:1 n. V. (4:5 i. E.) | Víkingur Reykjavík      |
| 25.06.2020 | Breiðablik Kópavogur | 3:2                   | Keflavík ÍF             |

## Achtelfinale
| Datum      |                      | Ergebnis              |                   |
| ---------- | -------------------- | --------------------- | ----------------- |
| 30.07.2020 | KA Akureyri          | 1:3 n. V.             | ÍBV Vestmannaeyja |
| 30.07.2020 | FH Hafnarfjörður     | 3:1                   | þór Akureyri      |
| 30.07.2020 | Breiðablik Kópavogur | 3:0                   | ÍF Grótta         |
| 30.07.2020 | KR Reykjavík         | 2:0                   | Fjölnir Reykjavík |
| 30.07.2020 | Fram Reykjavík       | 1:1 n. V. (4:3 i. E.) | Fylkir Reykjavík  |
| 30.07.2020 | HK Kópavogur         | 6:2                   | UMF Afturelding   |
| 30.07.2020 | Víkingur Reykjavík   | 1:2                   | UMF Stjarnan      |
| 18.08.2020 | Valur Reykjavík      | 3:1                   | ÍA Akranes        |

## Viertelfinale
| Datum      |                      | Ergebnis  |                |
| ---------- | -------------------- | --------- | -------------- |
| 25.08.2020 | ÍBV Vestmannaeyja    | 2:1       | Fram Reykjavík |
| 10.09.2020 | FH Hafnarfjörður     | 3:0       | UMF Stjarnan   |
| 10.09.2020 | Breiðablik Kópavogur | 2:4       | KR Reykjavík   |
| 10.09.2020 | Valur Reykjavík      | 2:1 n. V. | HK Kópavogur   |

## Halbfinale
| Datum      |                   | Ergebnis |                  |
| ---------- | ----------------- | -------- | ---------------- |
| 04.11.2020 | Valur Reykjavík   | abgesagt | KR Reykjavík     |
| 04.11.2020 | ÍBV Vestmannaeyja | abgesagt | FH Hafnarfjörður |